# Cibo Matto
Cibo Matto est un groupe de shibuya-kei américain, originaire de New York. Il est formé par deux musiciennes d'origine japonaise, Miho Hatori (chant) et Yuka Honda (claviers, échantillonneurs). Se sont adjoints au groupe pour des durées plus ou moins importantes : Sean Lennon (basse), Timo Ellis (batterie), Duma Love (percussions, rap, human beat box), Ricky Lee (basse), Brandt Abner (claviers), Ganda (chant). Bien d'autres personnes collaborent aux albums de Cibo Matto de manière ponctuelle.

## Biographie

### Viva! La Woman(1994–1996)
Le nom de Cibo Matto (prononcer chi-bo mat-to) signifie « nourriture folle » et vient d'une comédie érotique italienne des années 1970, Sesso Matto (« folie sexuelle »)[réf. nécessaire]. D'abord punks dans le groupe Leitoh Lychee, Miho Hatori et Yuka Honda, qui s'étaient rencontrées à New York bien qu'originaires de la même banlieue de Tōkyō, créent Cibo Matto en 1994. Leur musique est éclectique et cosmopolite, tantôt pop, tantôt funk, salsa, easy-listening, électro, rock, etc. Leur univers fait de fréquents clins d'œil à leur passion commune : la nourriture.
Le premier single de leur album Viva! La Woman, Sugar Water, est un succès modeste. La chanson s'accompagne d'un clip en écran séparé réalisé par Michel Gondry. Après les clips Know Your Chicken et Sugar Water qui jouissent du succès sur MTV, Cibo Matto participe à des émissions de télévision comme Oddville, Viva Variety, et Buffy contre les vampires interprétant les chansons Spoon et Sugar Water sur la scène du club fictif de la ville de Sunnydale, Le Bronze. Birthday Cake est incluse dans le jeu vidéo Jet Set Radio Future. En 1996, Cibo Matto contribue à Águas de março pour l'album Silencio=Muerte: Red Hot + Latin,  produit par la Red Hot Organization.

### Stereo ★ Type A(1997–2001)
En 1997, Cibo Matto publie un nouvel EP intitulé Super Relax, qui verra l'arrivée de Sean Lennon et Timo Ellis, puis Duma Love, au sein du groupe,. En 1998, Lennon publie son album solo Into the Sun, qui fait participer Hatori (Into the Sun, Sean's Theme) et Ellis (Mystery Juice, Home, Spaceship). Into the Sun est produit et inspiré par Honda (avec laquelle Lennon était sorti). Honda, Hatori, Ellis et Love participe à la scène de fin du clip Home de Lennon. Cibo Matto publiera son deuxième album Stereo ★ Type A en 1999,. Malgré un son différent de celui de Viva! La Woman, Stereo ★ Type A est bien accueilli par la presse spécialisée.

### Pause (2002–2010)
Le groupe se sépare en 2002. Yuka Honda sort deux albums en solo et collabore avec des musiciens aussi divers que Petra Haden, Luscious Jackson, Caetano Veloso, Dave Douglas, Susie Ibarra, Trevor Dunn et John Zorn. De son côté, Miho Hatori forme Smokey and Miho (Bossa nova) avec le guitariste Smokey Hormel.

### Retour etHotel Valentine(depuis 2011)
Le 18 mars 2011, le groupe annonce sa reformation pour un concert de soutien aux victimes du Séisme de 2011 de la côte Pacifique du Tōhoku. Ce concert, qui eut lieu le 27 mars à l'Université Columbia à New York, incluait également Yoko Ono, John Zorn, Sonic Youth et Mike Patton. Le groupe apparait à l'Hollywood Bowl le 26 juin 2011 avec Yellow Magic Orchestra. Le 16 mai 2011, Cibo Matto annonce une tournée américaine intitulée Yeah, Basically Cibo Matto.
Le 11 décembre 2013, Cibo Matto annonce la sortie d'un nouvel album, Hotel Valentine, pour le 14 février 2014. Ce disque a été produit par le groupe entre 2011 et 2013. En septembre 2014, Cibo Matto annonce une tournée Fall Flavor et la sortie d'un nouveau clip. Rioux ouvre plusieurs fois à leurs concerts américains. Nels Cline (de Wilco) y participe aussi. Le clip de Déjà Vu est publié le 18 septembre 2014 en collaboration avec le réalisateur new-yorkais Jean Claude Billmaier et Marabigo,. Cibo Matto complète de mini-tournées en 2015 ; une appelée Avocado Tour au Japon et une autre, Banana Split Tour en Amérique du Nord.

## Membres
- Yuka Honda - sampler, séquenceur, claviers, piano, orgue électronique, synthétiseur, clavecin, chœurs
- Miho Hatori - chant, percussions, guitare acoustique
- Sean Lennon - basse, guitare électrique, guitare à douze cordes, batterie, percussions, synthétiseur, chœurs
- Timo Ellis - batterie, percussions, basse, guitare électrique, guitare acoustique, chœurs
- Duma Love - percussions, voix, platines, human beatbox
- Yuko Araki - batterie

## Discographie

### Albums studio
- 1996 : Viva! La Woman
- 1997 : Super Relax
- 1999 : Stereotype A
- 2014 : Hotel Valentine

### Collaborations
- Dougie Bowne (The Lounge Lizards)
- Dave Douglas (Masada)
- Bernie Worrell (Parliament/Funkadelic)
- Rick Lee (Skeleton Key)
- Marc Anthony Thompson (Hope Is A Muscle)
- Josh Roseman et Jay Rodriguez (Groove Collective)
- Marc Ribot
- John Medeski et Billy Martin (Medeski)
- Martin & Wood
- Sebastian Steinberg (Soul Coughing)
- Zak (Buffalo Daughter)
- Yumiko Ohno
- Butter 08
- Gorillaz
- Michel Gondry (pour le clip Sugar Water)